# Noduli vocali
I noduli vocali sono entità anatomo-patologiche descrivibili come ispessimenti localizzati e spesso bilaterali a carico del margine libero delle corde vocali.

## Epidemiologia
Sono molto frequenti e spesso privi di significato clinico; per questo la loro vera prevalenza non è conosciuta. Possono comparire in tutte le età, benché siano più frequenti nell'adulto.

## Patogenesi
I noduli vocali sono esiti sclero-cheratosici che conseguono ad un attrito prolungato della mucosa glottica che riveste le corde vocali. L'attrito è sovente dovuto all'ipotonia dei muscoli laringei adduttori e dei muscoli vocali conseguente all'abuso (surmenage) o al cattivo uso (malmenage) della voce. L'ipotonia fonatoria fa assumere alle corde vocali una disposizione a concavità superiore; tale alterazione porta al contatto dei margini compresi tra il terzo medio e il terzo anteriore delle corde vocali, con sfregamento continuo e formazione dei noduli.

## Anatomia patologica
Il contatto fonatorio del margine delle corde vocali fa sì che i noduli siano bilaterali, simmetrici e sovente localizzati nel punto di unione tra il terzo medio e il terzo anteriore di tale margine. I noduli sono composti da un ispessimento della mucosa che riveste la corda vocale, che spesso diventa ipercheratosica. Al di sotto della zona ipercheratosica è spesso presente un nucleo pseudo-mixomatoso o fibroso che prende il nome di lamina di Reinke-Hajek.

## Profilo clinico
I noduli vocali sono spesso privi di significato clinico. Spesso è presente disfonia, inizialmente manifesta dopo affaticamento vocale ma che tende a permanere anche a riposo con il passare del tempo.

## Profilo diagnostico
In un adeguato contesto anamnestico, la laringoscopia rappresenta un esame sufficiente a porre diagnosi, evidenziando la presenza di ispessimento localizzato, bilaterale e simmetrico a livello del punto di congiunzione del terzo medio e del terzo anteriore delle corde vocali. La motilità laringea è conservata ed è possibile evidenziare la mancata chiusura del piano glottideo durante la fonazione.

## Terapia
Nelle fasi iniziali, i noduli vocali possono regredire attraverso un adeguato trattamento logopedico atto ad imporre un corretto utilizzo della voce. Nei casi in cui non si evidenzi regressione si deve procedere con exeresi in microlaringoscopia diretta in narcosi. In seguito ad intervento è necessario il riposo vocale e una rieducazione ortofonica. In seguito a guarigione, malmenage e surmenage possono provocare la ricomparsa dei noduli vocali.